# Троянское письмо
Троянское письмо — знаки непонятного происхождения на сосудах из Трои, обнаруженных экспедицией Г. Шлимана. По мнению российского лингвиста и историка античности Н. Н. Казанского, знаки имеют сходство с критским письмом, по мнению же историка Крита А. А. Молчанова — это не более чем подражание письму.
Надпись № 2444, если подставить значения знаков Линейного письма А, читается: ku?-to-a-ro-ka-ro-ju??-?-ro-tu.
Знаки надписи № 2445, вероятно, частично повреждены; в них узнаются фрагменты знаков Линейного письма А, но не целостные знаки.
Казанский датировал знаки второй половиной III тыс. до н. э., исходя из того, в каком слое они были обнаружены. Данное предположение, однако, несовместимо с данными об истории критского письма; указанные линейные формы не могли появиться ранее середины II тыс. до н. э. Ошибку в датировке можно объяснить крайней неаккуратностью раскопок, которые вёл Г. Шлиман (причём были повреждены или смешаны целые слои).
Жюльен Цурбах упоминает, наряду с данными 3 текстами или квази-текстами, также ряд знаков на местной керамике. Он приходит к выводу, что знаки являются не письмом, а личными метками гончаров.